# Hatsu Haru – Wirbelwind der Gefühle
Hatsu Haru – Wirbelwind der Gefühle (jap. ハツ*ハル) ist eine Manga-Serie von Shizuki Fujisawa, die von 2014 bis 2018 in Japan erschien. Die romantische Geschichte wurde in mehrere Sprachen übersetzt, unter anderem ins Deutsche.

## Inhalt
Die Schüler Kai Ichinose, Taro Toramaru und Takaya Misaki sind hinter jeder ihrer Mitschülerinnen her und haben ständig neue Freundinnen. Nur Miki Kiritani, der auch mit den dreien befreundet ist, lehnt die Schürzenjägerei ab, während die drei sich rechtfertigen, dass die Mädchen ja wüssten, worauf sie sich einließen. Doch eines Tages wird Kai auf dem Schulhof von Riko Takanashi niedergeschlagen, weil der eine ihrer Freundinnen betrogen hat. Sie versucht, die anderen Mädchen vor den drei Jungs zu schützen. Riko selbst ist ebenfalls beliebt und intelligent. Sie und Kai kennen sich schon seit früher Kindheit und immer wieder hat sie ihn in seine Schranken verwiesen. Als dann Schülersprecherwahlen anstehen, lässt Riko Kai als ihren Stellvertreter wählen – damit der weniger Zeit für seine Frauengeschichten hat. Glaubt Kai zunächst noch, dass sich Riko in ihn verliebt hat, erfährt er bald, dass die Schülerin sich in Aushilfslehrer Suwa verliebt hat. Und dann merkt Kai, dass Riko viele positive Seiten hat und verliebt sich in sie. Seine Vergangenheit als Schürzenjäger will er nun hinter sich lassen und Riko für sich gewinnen.

## Veröffentlichung
Die Serie erschien zunächst von 2014 bis 2018 im Magazin Betsucomi des Verlags Shogakukan. Dieser brachte die Kapitel auch gesammelt in 13 Bänden heraus. Der 10. Band verkaufte sich in der ersten Woche über 15.000 Mal und schaffte es damit in die Manga-Verkaufscharts auf Platz 49.
Eine deutsche Übersetzung der Serie erschien von September 2021 bis September 2023 bei Tokyopop mit allen 13 Bänden. Übersetzer war Jan-Christoph Müller. Bei Yen Press wird eine englische Übersetzung herausgegeben und bei Edizioni Star Comics eine italienische.